# Possessiefsuffix
Een possessiefsuffix is een achtervoegsel dat in bepaalde talen aan een naamwoord wordt gevoegd ter aanduiding van de bezitter. Ze kunnen daarmee worden beschouwd als de tegenhangers van de Nederlandse bezittelijke voornaamwoorden. 
Possessiefsuffixen komen bijvoorbeeld voor in Oeraalse talen als het Hongaars en het Fins, in Turkse talen als het Turks en het Kazachs en in Semitische talen als het Arabisch en het Hebreeuws.
In sommige talen bestaat een ingewikkeld systeem van possessiefsuffixen: er kunnen verschillende suffixen bestaan voor de persoon van de bezitter (1e, 2e of 3e persoon), het getal (enkelvoud of meervoud) en het getal van het bezit (enkelvoud of meervoud). In een taal als het Nenets, dat behalve enkelvoud en meervoud ook een tweevoud of dualis kent, leidt dat tot een systeem met 27 verschillende vormen. De keus van het possessiefsuffix dat achter het woord voor 'rendier' wordt gevoegd, zorgt daarmee voor het betekenisverschil tussen 'mijn rendier', 'ons rendier', 'ons beider rendier', 'ons beider twee rendieren', 'ons beider (vele) rendieren', 'onze twee rendieren' enz.
In veel talen is het gebruik van een possessiefsuffix noodzakelijk om een bezitsrelatie uit te drukken, in andere is het optioneel en bestaan er ook andere mogelijkheden. 
Possessiefsuffixen komen in de meeste gevallen historisch voort uit enclitische persoonlijke voornaamwoorden.